# Carlos Gómez Herrera
Carlos Gómez Herrera (* 30. April 1990 in Marbella) ist ein spanischer Tennisspieler.

## Karriere
Carlos Gómez Herrera spielt hauptsächlich auf der ATP Challenger Tour und der ITF Future Tour. Er feierte bislang vier Einzel- und drei Doppelsiege auf der Future Tour. Sein Debüt im Einzel auf der ATP World Tour gab er im Mai 2012 bei den Serbia Open in Belgrad, wo er sich für das Hauptfeld qualifizieren konnte, dort jedoch in der ersten Hauptrunde  in drei Sätzen an Victor Hănescu scheiterte.
Im Doppel spielte er erstmals, zusammen mit Novak Đoković, bei den Dubai Duty Free Tennis Championships im Februar 2014. Sie verloren ihre Erstrundenpartie gegen Tomasz Bednarek und Lukáš Dlouhý mit 5:7, 6:1 und [5:10].

## Erfolge
| Legende (Anzahl der Siege)  |
| Grand Slam                  |
| ATP World Tour Finals       |
| ATP World Tour Masters 1000 |
| ATP World Tour 500          |
| ATP World Tour 250          |
| ATP Challenger Tour (1)     |

### Doppel

#### Turniersiege

##### ATP Challenger Tour
| Nr. | Datum           | Turnier  | Belag     | Partner              | Finalgegner                 | Ergebnis |
| --- | --------------- | -------- | --------- | -------------------- | --------------------------- | -------- |
| 1.  | 17. August 2019 | Portorož | Hartplatz | Teimuras Gabaschwili | Lucas Miedler Sam Weissborn | 6:3, 6:2 |

#### Finalteilnahmen
| Nr. | Datum         | Turnier  | Belag | Partner       | Finalgegner                    | Ergebnis |
| --- | ------------- | -------- | ----- | ------------- | ------------------------------ | -------- |
| 1.  | 26. Juni 2021 | Mallorca | Rasen | Novak Đoković | Simone Bolelli Máximo González | kampflos |